# Gentiana ulmeri
Gentiana ulmeri är en gentianaväxtart som beskrevs av Elmer Drew Merrill. Gentiana ulmeri ingår i släktet gentianor, och familjen gentianaväxter. Inga underarter finns listade i Catalogue of Life.